# تييري مورو
تييري مورو (بالفرنسية: Thierry Moreau)‏ (17 يناير 1967 ليزيو فرنسا - ) هو لاعب كرة قدم فرنسي، يلعب كلاعب وسط، لعب 540 مباراة وسجل 29 هدف.

## مسيرته

### مسيرته مع الأندية
- 1985 - 1986 لعب مع نادي لوهافر 214 مباراة.
- 1986 - 1987 لعب مع نادي كاين 28 مباراة سجل خلالها هدفين.
- 1994 - 2001 لعب مع نادي تولوز 240 مباراة سجل خلالها 25 هدف.
- 2001 - 2003 لعب مع نادي أميين 58 مباراة سجل خلالها هدفين.

## روابط خارجية
- تييري مورو على موقع قاعدة بيانات كرة القدم.إي يو (الإنجليزية)